# Literatur der Elfenbeinküste
Die Literatur der Elfenbeinküste oder ivorische Literatur (frz. littérature ivoirienne) ist mit insgesamt 79 verschiedenen Sprachen und Idiomen der Elfenbeinküste (Côte d’Ivoire) vertreten. Die französische Sprache ist die Amtssprache. Die ivorische Literatur spiegelt häufig die Vielfalt der Kulturen, Sprachen und Erfahrungen des Landes wider und behandelt Themen wie Tradition, Kolonialismus, politische Konflikte und soziale Veränderungen.

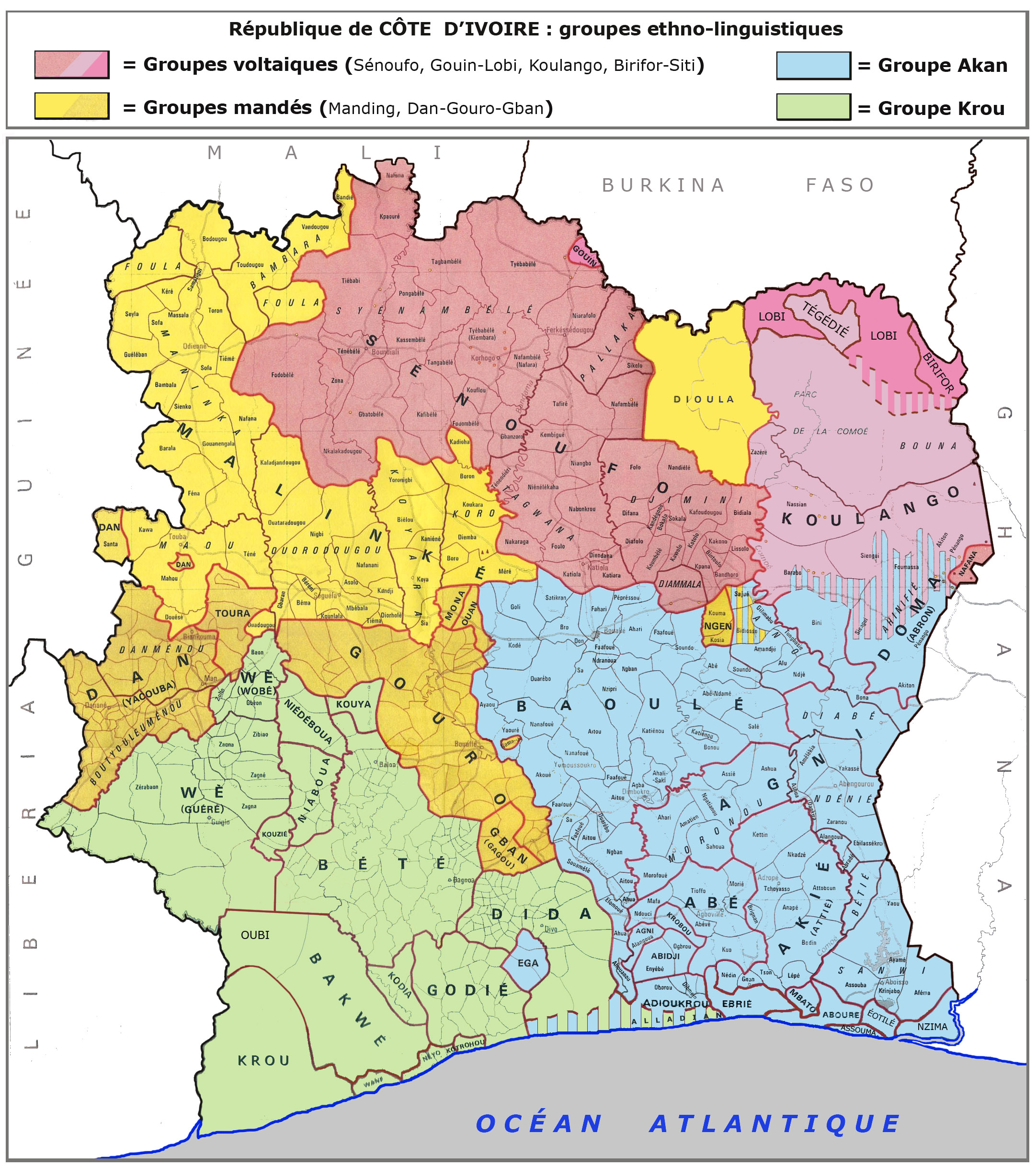
Linguistische und ethnische Gruppen der Elfenbeinküste

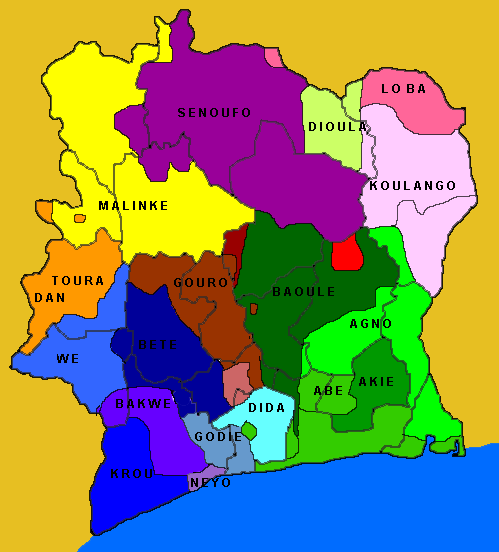
Vereinfachte Karte der wichtigsten Sprachen, Französisch ausgenommen

## Geschichte
Die ivorische Literatur hat eine reiche Geschichte, die von mündlichen Traditionen bis hin zur modernen Schriftstellerei reicht. Dabei lassen sich für die moderne Zeit des 20. Jahrhunderts nach dem ivorischen Literaturwissenschaftler Bruno Gnaoule-Oupoh, dem Verfasser einer Gesamtstudie zu ivorischen Literatur, recht deutlich vier Zeitabschnitte unterscheiden:
Erstens die ihrer Geburt an der École supérieure de Bingerville und ihre Affirmation an der École normale William Ponty in Senegal. Diese erste Phase beginnt im Jahr 1933, dem Datum der Entstehung des ersten literarischen Werks, und endet im Jahr 1938, dem Jahr, in dem die meisten Autoren und Schauspieler des ivorischen Theaters, darunter auch William Ponty, ihr Studium abschlossen und an die Elfenbeinküste zurückkehrten. Die zweite Phase ist die fast ausschließlich dem Theater gewidmete Phase, die 1938 mit der Gründung des Théâtre indigène de Côte d'Ivoire (TICI) beginnt und zwanzig Jahre später, 1958, mit der Auflösung des Cercle culturel et folklorique de Côte d'Ivoire (CCFCI), endet. Die dritte Phase umfasst nur ein Jahrzehnt, 1958–1968. Es zeichnet sich durch eine literarische Produktion voller Optimismus aus. Besonders lyrisch ist die Poesie mit ihren großen Herzensausbrüchen. So ist es auch mit dem Roman. Nach der langen Kolonialnacht träumen Schriftsteller davon, eine bessere, gerechtere und brüderlichere Welt aufzubauen. Die vierte Phase ist von einem entscheidenden Bruch geprägt. Unter der kombinierten Wirkung der politischen Krisen, die die Elfenbeinküste zwischen 1959 und 1967 erschütterten, und der Schockwelle der Barrikaden im Mai 1968 in Frankreich, wo sich viele ivorische Studenten aufhielten, beschlossen Schriftsteller, das Schweigen zu brechen. Sie beschließen, die Ungerechtigkeiten, die grassierende Verschwendung, die unnötigen und abscheulichen Verbrechen anzuprangern, derer sich die neuen Führer schuldig gemacht haben. Es war der Beginn der Ära des Protests und der Gesellschaftskritik, die durch die Werke von Bernard Dadié, Charles Nokan und Ahmadou Kourouma eingeläutet wurde.
Marie-Clémence Adom, die Herausgeberin der umfangreichen Anthologie de la poésie ivoirienne, beschreibt das Verhältnis zur französischen Sprache und die Brüche in der ivorischen Literatur so:

„Une autre contrainte qui pesait ailleurs (Sénégal, Cameroun, Benin, Congo français et belge) fut la langue française. Tous les pays cités étaient nettement plus “alphabétisés” et donc mieux francisés que la Côte d’Ivoire. (…) la poésie tout de même, c’était d’abord ce qu’on avait appris à l’école, et qu’on avait aimé, Victor Hugo, Lamartine, ou La Fontaine. (…) Ce qui semblait une lacune au départ fut-il au contraire un avantage ? Une absence de modèle est une absence de contrainte ! Et donc une porte ouverte… La première rupture se fit avec la Négritude qui, à son tour, imposa d’autres critères (…)
(in ungefährer deutscher Übersetzung:)
Ein weiterer Zwang, der anderswo (Senegal, Kamerun, Benin, französischer und belgischer Kongo) lastete, war die französische Sprache. Alle genannten Länder waren deutlich stärker "alphabetisiert" und damit französisiert als die Elfenbeinküste. (...) Poesie war in erster Linie das, was man in der Schule gelernt hatte und was man liebte, Victor Hugo, Lamartine oder La Fontaine. (...) War das, was anfangs wie ein Mangel aussah, im Gegenteil ein Vorteil? Ein fehlendes Vorbild ist ein fehlender Zwang! Und damit eine offene Tür... Der erste Bruch erfolgte mit der Négritude, die ihrerseits andere Maßstäbe setzte (...).“

Marie-Clémence Adom weist außerdem darauf hin, dass es auch keinen allmächtigen „Meister“ gab, nach dem man sich richten konnte, und keinen großen Dichter unter den premiers nationaux, wie den Präsidenten-Dichter Senghor im Senegal.

## Einige Autoren und Werke
Im Folgenden werden einige (weitere) wichtigere Werke und Autoren kurz abgehandelt. Bernard Dadié gilt als einer der bedeutendsten Schriftsteller der Elfenbeinküste, er hat zahlreiche Romane, Gedichte und Theaterstücke verfasst. Sein Werk Climbie (1956) gilt als Klassiker der ivorischen Literatur und behandelt Themen wie Kolonialismus, Tradition und Modernität. Die vielseitige Schriftstellerin Véronique Tadjo schrieb in verschiedenen Genres wie Roman, Kurzgeschichte, Kinderliteratur und Essay. Ihr Werk Reine Pokou (2005) ist ein historischer Roman, der die Geschichte der Königin Abla Poku erzählt. Das vielleicht bekannteste Werk von Ahmadou Kourouma ist Allah n'est pas obligé (2000), das die Geschichte eines Kindersoldaten im westafrikanischen Bürgerkrieg erzählt. Die ivorische Schriftstellerin, Dramatikerin und Künstlerin Werewere Liking schreibt in Französisch und ihrer Muttersprache, dem kamerunischen Bassa. Ihr Werk umfasst Romane wie L'Amour-cent-vies, das von Kritikern hoch gelobt wurde. Obwohl Achille Mbembe eher für seine Arbeiten im Bereich der politischen Theorie und Philosophie bekannt ist, hat Mbembe auch zur ivorischen Literatur beigetragen. Sein Essay Critique de la raison nègre (deutsch: Kritik der schwarzen Vernunft) ist eine wichtige Auseinandersetzung mit den Konzepten von Rasse, Identität und Geschichte.

## Verschiedenes
Die französische Zeitschrift Notre Bibliothèque gab unter anderem zwei Ausgaben zur Literatur der Elfenbeinküste heraus.
Der ivorische Schriftstellerverband Association des écrivains de Côte d’Ivoire (AECI) wurde 1986 gegründet. Einen Grand prix littéraire ivoirien gibt es seit 2006, den Prix Les manuscrits d'or seit 2007, den Prix Ivoire seit 2008, den Grand prix national Bernard Dadié de la littérature seit 2014.
Die Nouvelles Éditions ivoiriennes (NEI) sind ein Verlag, der 1992 in der Elfenbeinküste gegründet wurde, zur gleichen Zeit wie die Nouvelles Éditions africaines du Sénégal (NEAS). Er ist Teil der Hachette Livre-Gruppe. In dem Verlag erscheint die literarische Buchreihe Collection Adoras.

## Literatur (Auswahl)
- Bruno Gnaoule-Oupoh: La Litterature Ivoirienne. 2000 (Besprechung, frz.)
- Marie-Clémence Adom (Hrsg.): Anthologie de la poésie ivoirienne (3 Bde.)
- Amadou Koné, Gérard Dago Lezou, Joseph Mlanhoro: Anthologie de la littérature ivoirienne (Collection Essais, recherches, documents). CEDA, 1983
- Viviane Gbadoua Uetto: Littérature féminine ivoirienne. Harmattan, 2013 (Inhalt)
- Lilli Buthmann-Condé: Zauberblüten aus dunkler Erde: Eine schwarzweiße Liebesgeschichte von der Elfenbeinküste. Norderstedt : Books on Demand 2011